# Zsaruszív
A Zsaruszív (eredeti cím: Heart Condition) 1990-ben bemutatott amerikai dráma-vígjáték, melyet James D. Parriott rendezett. A főszerepet Bob Hoskins, Denzel Washington és Chloe Webb alakítja. A filmet 1990. február 2-án mutatták be. 
Több mint 4 millió dollárt keresett az Amerikai Egyesült Államokban, általánosságban negatív kritikákat kapott az értékelőktől.

## Cselekmény
Jack Moony alacsony, erősen rasszista fehér rendőr őrmester Los Angelesben. Moony mindig is ellenszenvesnek találta a magas, jóképű, sármos Napoleon Stone afroamerikai ügyvédet. Az érzés kölcsönös. Stone gyakran dolgozik prostituáltak védelmében, és bűnözői körökben forog. Moony különösen azért neheztel Stone-ra, amiért az ügyvéd közeledik Moony volt barátnőjéhez, Crystal „Chris” Gerrityhez.
Chris és egy barátja éppen egy szenátorral van, amikor az kábítószer túladagolásban meghal. Az ügyet azonban eltussolják.
Moony évek óta tartó rossz szokásai, mint a gyorskaják és a túl sok zsíros étel fogyasztása, a folyamatos dohányzás és az ivás végül utolérik, kockára téve az egészségét és az életét. A szervezete kisebb rosszullétekkel többször jelez neki, hogy baj lesz, de Moony ezeket a jeleket figyelmen kívül hagyja.
Ezzel egy időben Stone egy látszólagos autóbalesetben, rejtélyes körülmények között életét veszti. 
Amikor Moony szívrohamot kap, beültetik neki Stone szívét. Ezután Stone csak számára látható és hallható módon, szellem formájában jelenik meg neki. Stone szelleme azt követeli tőle, hogy Moony találja meg a gyilkosát, mert a halála szerinte nem „baleset” volt. Stone a nyomozás mellett Moony számára egyéb tanácsokat is ad, például az evésre vonatkozóan, vagy hogy hagyja abba a dohányzást, sőt, még abban is segít, hogyan kerülhetne közelebb ex-barátnőjéhez, akit még mindig szeret.
Némi nyomozás és bonyodalom után a végén leszámolásra kerül sor, ahol Stone előzetesen felderíti a helyszínt, és figyelmezteti Moonyt a gengszterekre. Moony kiszabadítja Chris-t, a bűnözőket közben lelövik.

## Szereplők
| Szerep              | Színész             | Magyar hang        |
| ------------------- | ------------------- | ------------------ |
| Jack Moony          | Bob Hoskins         | Makay Sándor       |
| Napoleon Stone      | Denzel Washington   | Kautzky Armand     |
| Annie               | Lisa Stahl Sullivan |                    |
| Crystal Gerrity     | Chloe Webb          | Menszátor Magdolna |
| Wendt százados      | Roger E. Mosley     | Melis Gábor        |
| Mrs. Stone          | Ja'net Dubois       | Némedi Mari        |
| Dr. Posner          | Alan Rachins        | Rosta Sándor       |
| Harry Zara          | Ray Baker           | Orosz István       |
| Graham              | Jeffrey Meek        | Schnell Ádám       |
| Peisha              | Eva LaRue           |                    |
| Posner asszisztense | Clayton Landey      |                    |

## Fogadtatás
A film fogadtatása nagyrészt negatív volt, 9 értékelés alapján 11%-os pontszámot ért el a Rotten Tomatoes oldalán. Roger Ebert két csillagot adott a filmnek a lehetséges négyből.

## Fordítás
- Ez a szócikk részben vagy egészben  a   Heart Condition (film) című angol Wikipédia-szócikk fordításán alapul.  Az eredeti cikk szerkesztőit annak laptörténete sorolja fel. Ez a jelzés csupán a megfogalmazás eredetét és a szerzői jogokat jelzi, nem szolgál a cikkben szereplő információk forrásmegjelöléseként.
- Ez a szócikk részben vagy egészben  az   Un fantasma per amico (film 1990) című olasz Wikipédia-szócikk fordításán alapul.  Az eredeti cikk szerkesztőit annak laptörténete sorolja fel. Ez a jelzés csupán a megfogalmazás eredetét és a szerzői jogokat jelzi, nem szolgál a cikkben szereplő információk forrásmegjelöléseként.
- Ez a szócikk részben vagy egészben  a   Der Chaoten-Cop című német Wikipédia-szócikk fordításán alapul.  Az eredeti cikk szerkesztőit annak laptörténete sorolja fel. Ez a jelzés csupán a megfogalmazás eredetét és a szerzői jogokat jelzi, nem szolgál a cikkben szereplő információk forrásmegjelöléseként.